# Морріс (Манітоба, сільський муніципалітет)
Морріс (англ. Morris) — сільський муніципалітет в Канаді, у провінції Манітоба.

## Населення
За даними перепису 2016 року, сільський муніципалітет нараховував 3047 жителів, показавши зростання на 1,6%, порівняно з 2011-м роком. Середня густина населення становила 2,9 осіб/км².
З офіційних мов обидвома одночасно володіли 205 жителів, тільки англійською — 2 775, а 55 — жодною з них. Усього 995 осіб вважали рідною мовою не одну з офіційних, з них 5 — українську.
Працездатне населення становило 70,6% усього населення, рівень безробіття — 3,8% (5,1% серед чоловіків та 2,6% серед жінок). 76,3% були найманими працівниками, 23,1% — самозайнятими.
Середній дохід на особу становив $41 969 (медіана $35 221), при цьому для чоловіків — $48 487, а для жінок $34 458 (медіани — $44 471 та $24 555 відповідно).
25,9% мешканців мали закінчену шкільну освіту, не мали закінченої шкільної освіти — 37,6%, 36,7% мали післяшкільну освіту, з яких 27,2% мали диплом бакалавра, або вищий.
| Статево-вікова структура населення | Статево-вікова структура населення | Статево-вікова структура населення | Статево-вікова структура населення | Статево-вікова структура населення |
| ---------------------------------- | ---------------------------------- | ---------------------------------- | ---------------------------------- | ---------------------------------- |
|                                    |                                    |                                    |                                    |                                    |
| Всього                             | Всього                             | 50,4%49,6%                         |                                    |                                    |
| 0 — 14 років                       | 0 — 14 років                       |                                    | 24,5%                              | 24,5%                              |
| 15 — 64 років                      | 15 — 64 років                      |                                    | 63,3%                              | 63,3%                              |
| 65 і більше                        | 65 і більше                        |                                    | 12,1%                              | 12,1%                              |
| 85 і більше                        | 85 і більше                        |                                    | 1,3%                               | 1,3%                               |
| Середній вік (років)               | Середній вік (років)               | 35,335,6                           | 35,5                               | 35,5                               |
| Медіана (років)                    | Медіана (років)                    | 33,2                               | 33,2                               | 33,2                               |
| — чоловіки — жінки                 |                                    |                                    |                                    |                                    |

| Походження мешканців:     | Походження мешканців:     | Походження мешканців: | Походження мешканців: | Походження мешканців: |
| ------------------------- | ------------------------- | --------------------- | --------------------- | --------------------- |
| Походження                |                           |                       | осіб                  | %                     |
| Корінні американці        | Корінні американці        |                       | 240                   | 8.26%                 |
| Інше північноамериканське | Інше північноамериканське |                       | 1 055                 | 36.32%                |
| Європейське               | Європейське               |                       | 2 395                 | 82.44%                |
| британське                | британське                |                       | 605                   | 20.83%                |
| французьке                | французьке                |                       | 225                   | 7.75%                 |
| українське                | українське                |                       | 330                   | 11.36%                |
| Латинськоамериканське     | Латинськоамериканське     |                       | 155                   | 5.34%                 |
| Африканське               | Африканське               |                       | 35                    | 1.2%                  |
| Азійське                  | Азійське                  |                       | 45                    | 1.55%                 |

| Зайнятість населення за галузями (за класифікацією NOC): | Зайнятість населення за галузями (за класифікацією NOC): | Зайнятість населення за галузями (за класифікацією NOC): | Зайнятість населення за галузями (за класифікацією NOC): | Зайнятість населення за галузями (за класифікацією NOC): |
| -------------------------------------------------------- | -------------------------------------------------------- | -------------------------------------------------------- | -------------------------------------------------------- | -------------------------------------------------------- |
|                                                          |                                                          |                                                          |                                                          |                                                          |
| Управління                                               | Управління                                               |                                                          | 17,7%                                                    | 17,7%                                                    |
| Бізнес, фінанси та адміністрування                       | Бізнес, фінанси та адміністрування                       |                                                          | 11,6%                                                    | 11,6%                                                    |
| Природничі та прикладні науки                            | Природничі та прикладні науки                            |                                                          | 1,9%                                                     | 1,9%                                                     |
| Охорона здоров'я                                         | Охорона здоров'я                                         |                                                          | 4,5%                                                     | 4,5%                                                     |
| Освіта, правозахист, муніципальні та урядові служби      | Освіта, правозахист, муніципальні та урядові служби      |                                                          | 6,8%                                                     | 6,8%                                                     |
| Мистецтво, культура, відпочинок та спорт                 | Мистецтво, культура, відпочинок та спорт                 |                                                          | 2,6%                                                     | 2,6%                                                     |
| Роздрібна торгівля та послуги                            | Роздрібна торгівля та послуги                            |                                                          | 14,8%                                                    | 14,8%                                                    |
| Гуртова торгівля, транспорт та обладнання                | Гуртова торгівля, транспорт та обладнання                |                                                          | 24,8%                                                    | 24,8%                                                    |
| Природні ресурси, сільське господарство                  | Природні ресурси, сільське господарство                  |                                                          | 10,3%                                                    | 10,3%                                                    |
| Виробництво                                              | Виробництво                                              |                                                          | 5,2%                                                     | 5,2%                                                     |

## Населені пункти
До складу сільського муніципалітету входить містечко Морріс, а також хутори, інші малі населені пункти та розосереджені поселення.

## Клімат
Середня річна температура становить 3°C, середня максимальна – 24,2°C, а середня мінімальна – -24,1°C. Середня річна кількість опадів – 532 мм.
| Клімат поселення                              | Клімат поселення | Клімат поселення | Клімат поселення | Клімат поселення | Клімат поселення | Клімат поселення | Клімат поселення | Клімат поселення | Клімат поселення | Клімат поселення | Клімат поселення | Клімат поселення | Клімат поселення |
| Показник                                      | Січ.             | Лют.             | Бер.             | Квіт.            | Трав.            | Черв.            | Лип.             | Серп.            | Вер.             | Жовт.            | Лист.            | Груд.            |                  |
| Середній максимум, °C                         | −10,93           | −7,03            | 0,57             | 10,65            | 18,94            | 24,15            | 24,11            | 23,40            | 18,02            | 10,69            | 0,26             | −9,2             |                  |
| Середня температура, °C                       | −17,5            | −13,6            | −6               | 4,08             | 12,34            | 17,58            | 19,38            | 18,65            | 13,30            | 5,90             | −4,5             | −13,9            |                  |
| Середній мінімум, °C                          | −24,1            | −20,2            | −12,62           | −2,52            | 5,76             | 10,98            | 14,66            | 13,90            | 8,60             | 1,20             | −9,2             | −18,65           |                  |
| Норма опадів, мм                              | 24               | 18               | 26               | 32               | 62               | 86               | 79               | 68               | 49               | 37               | 24               | 27               |                  |
| Середньомісячна швидкість вітру, м/с          | 4.40             | 4.30             | 4.40             | 4.60             | 4.60             | 4.00             | 3.50             | 3.70             | 4.20             | 4.50             | 4.50             | 4.40             |                  |
| Середньомісячна сонячна радіація, кДж/м²·день | 4380             | 7691             | 12581            | 16945            | 19839            | 20984            | 21773            | 18507            | 12855            | 7704             | 4355             | 3246             |                  |
| --------------------------------------------- | ---------------- | ---------------- | ---------------- | ---------------- | ---------------- | ---------------- | ---------------- | ---------------- | ---------------- | ---------------- | ---------------- | ---------------- | ---------------- |
| Джерело:                                      |                  |                  |                  |                  |                  |                  |                  |                  |                  |                  |                  |                  |                  |